# Cadlina marginata
Cadlina marginata är en snäckart som beskrevs av Frank Mace MacFarland 1905. Cadlina marginata ingår i släktet Cadlina och familjen Chromodorididae. Inga underarter finns listade i Catalogue of Life.